# Kanton Saint-Junien-Ouest
Kanton Saint-Junien-Ouest (francouzsky Canton de Saint-Junien-Ouest) je francouzský kanton v departementu Haute-Vienne v regionu Limousin. Tvoří ho tři obcí.

## Obce kantonu
- Chaillac-sur-Vienne
- Saillat-sur-Vienne
- Saint-Junien (západní část)